# Gösta Bodin
Karl Gösta Bodin, född 27 april 1897 i Norrby, död 20 oktober 1965 i Råsunda, var en svensk skådespelare och sångare.
Bodin scendebuterade 1913. Han engagerades av Karin Swanström 1917–1919 och var sedan engagerad vid olika Stockholmsteatrar, ofta som revyartist.[källa behövs]
Han var gift från 1932 till sin död med sångaren och skådespelaren Elsie Borgmann. De är begravda på Solna kyrkogård.

## Filmografi
- 1919 – Tillåt oss presentera
- 1922 – Vem dömer
- 1931 – Brokiga Blad
- 1931 – Skepparkärlek
- 1931 – En kärleksnatt vid Öresund
- 1933 – Hemslavinnor
- 1934 – Hon eller ingen
- 1935 – Skärgårdsflirt
- 1935 – Grabbarna i 57:an
- 1936 – Skeppsbrutne Max
- 1936 – Bröllopsresan
- 1936 – Alla tiders Karlsson
- 1937 – John Ericsson - segraren vid Hampton Roads
- 1937 – Mamma gifter sig
- 1938 – På kryss med Albertina
- 1938 – Vi som går scenvägen
- 1938 – Med folket för fosterlandet
- 1939 – Kadettkamrater
- 1939 – Gubben kommer
- 1939 – Filmen om Emelie Högqvist
- 1939 – Efterlyst
- 1939 – Adolf i eld och lågor
- 1940 – Swing it, magistern!
- 1940 – Hennes melodi
- 1940 – Vi tre
- 1940 – Karl för sin hatt
- 1940 – Hanna i societén
- 1940 – Ett brott
- 1940 – En, men ett lejon!
- 1940 – Åh, en så'n advokat
- 1941 – Uppåt igen
- 1941 – Ung dam med tur
- 1941 – Gatans serenad
- 1941 – Tåget går klockan 9
- 1941 – Springpojkar är vi allihopa
- 1941 – Söderpojkar
- 1941 – Lasse-Maja
- 1941 – Hemtrevnad i kasern
- 1941 – Det sägs på stan
- 1941 – En fattig miljonär
- 1941 – Bara en kvinna
- 1942 – Tre glada tokar
- 1942 – Farliga vägar
- 1942 – Kvinnan tar befälet
- 1942 – Sexlingar
- 1942 – Det är min musik
- 1942 – Fallet Ingegerd Bremssen
- 1943 – Tåg 56
- 1943 – Ombyte av tåg
- 1943 – Professor Poppes prilliga prillerier
- 1943 – En flicka för mej
- 1943 – Flickan är ett fynd
- 1943 – Aktören
- 1943 – Det spökar, det spökar ...
- 1943 – Som fallen från skyarna
- 1944 – Kejsarn av Portugallien
- 1945 – Rattens musketörer
- 1945 – Pettersson & Bendels nya affärer
- 1945 – Galgmannen
- 1946 – Hotell Kåkbrinken
- 1946 – Försök inte med mej ..!
- 1946 – 91:an Karlsson. "Hela Sveriges lilla beväringsman"
- 1947 – Tösen från Stormyrtorpet
- 1948 – Loffe som miljonär
- 1949 – Hin och smålänningen
- 1950 – När Bengt och Anders bytte hustrur
- 1950 – Min syster och jag
- 1952 – Snurren direkt

## Teater

### Roller (urval)
| År   | Roll        | Produktion                                         | Regi         | Teater                                    |
| ---- | ----------- | -------------------------------------------------- | ------------ | ----------------------------------------- |
| 1921 | Medverkande | Vart ska vi annars gå, revy Karl Gerhard           |              | Folkteatern Flyttad till Mosebacketeatern |
| 1936 | Medverkande | Klart söderut, revy Kar de Mumma och Åke Söderblom | Björn Hodell | Södra Teatern                             |

### Fotnoter
1. ↑  Sveriges dödbok 1901–2009, DVD‐ROM, Version 5.00, Sveriges Släktforskarförbund (2010): Bodin, Karl Gösta
2. 1 2  ”Gösta Bodin”. Svensk Filmdatabas. http://sfi.se/sv/svensk-filmdatabas/Item/?type=PERSON&itemid=57994&ref=%2ftemplates%2fSwedishFilmSearchResult.aspx%3fid%3d1225%26epslanguage%3dsv%26searchword%3dG%C3%B6sta+Bodin%26type%3dPerson%26match%3dBegin%26page%3d1%26prom%3dFalse. Läst 18 oktober 2012.
3. ↑  FinnGraven
4. ↑  ”Teater Musik”. Dagens Nyheter:  s. 6. 28 augusti 1921. http://arkivet.dn.se/arkivet/tidning/1921-08-28/230/6. Läst 20 september 2016.
5. ↑  ”Teater Musik Film”. Dagens Nyheter:  s. 18. 8 december 1935. http://arkivet.dn.se/arkivet/tidning/1935-12-08/335/18.